# Giovanni Tommaso Minadoi
Giovanni Tommaso Minadoi (Ferrara 1549- Florència 29 de maig de 1615) va ser un metge i historiador italià.
El 1551 la seva família es traslladà a Rovigo, on ell va fer els estudis elementals. Més tard es va matricular a la Universitat de Pàdua on es doctorà en medicina el 1576. Va exercir a Rovigo i a Venècia. L'any 1578 Teodoro Balbi, recent escollit cònsol a Síria, li oferí la possibilitat d'acompanyar-lo a Alep com a metge personal. A Síria va projectar escriure la història de la guerra mantinguda el 1578 entre el Soldà Murad III i Mohammad Hodabanda el Cec. Tornà a Venècia el 1583. Va ser contractat pel Gonzaga per guarir el duc Guglielmo, amb artritis i raquitisme, uns mals hereditaris del Gonzaga. El 1584 tornà a Síria on hi va romadre dos anys. visità Constantinoble
A Itàlia, a Rovigo el 26 d'abril de 1587 es casà amb Lucia Cezza di Bartolomeo, emparentant així amb una de les famílies més riques de la ciutat, però no van tenir fills. Va escriure una obra d'història: La Historia della guerra fra Turchi et Persiani (Roma, I. Tornerio - B. Donangeli, 1587) dedicada al Papa Sixte V.
Galileo Galilei, col·lega seu a Pàdua, el va descriure l'any 1607, com un home «di aspetto grato, gioviale et di maniere e costumi piacevoli et honesti» però, respecte a la seva capacitat professional com a metge, confessava no poder indicar «experiències senyalades particulars» (Samaden, p. 145).